# På vej hjem (album)
På vej hjem er det niende studiealbum af den danske sangerinde og sangskriver Marie Key. Det udkom i 2024. Albummet modtog fire ud af fem stjerner i musikmagasinset GAFFA.

## Tracks[3][4]
1. "Lys Ind I Stuen"
2. "Efter Farvel"
3. "Milano"
4. "Kold by"
5. "Mixed drink"
6. "Interlude"
7. "Solnedgang"
8. "På vej hjem"
9. "Find et sted"